# Нисикава
Нисикава (яп. 西川町 Нисикава-мати) — посёлок в Японии, находящийся в уезде Нисимураяма префектуры Ямагата. Площадь посёлка составляет 393,23 км², население — 5721 человек (1 августа 2014), плотность населения — 14,55 чел./км².

## Географическое положение
Посёлок расположен на острове Хонсю в префектуре Ямагата региона Тохоку. С ним граничат города Сагаэ, Цуруока, Мураками, посёлки Оэ, Асахи, Огуни, Сёнай и село Окура.

## Население
Население посёлка составляет 5721 человек (1 августа 2014), а плотность — 14,55 чел./км². Изменение численности населения с 1980 по 2005 годы:
| 1980 | 9473 чел. |  |
| 1985 | 9511 чел. |  |
| 1990 | 8554 чел. |  |
| 1995 | 8208 чел. |  |
| 2000 | 7452 чел. |  |
| 2005 | 6917 чел. |  |

## Символика
Деревом посёлка считается Fagus crenata, цветком — Lysichiton camtschatcense.